# 22028 Matthewdaniels
22028 Matthewdaniels este o planetă minoră (asteroid) din centura de asteroizi. A fost descoperită pe 7 decembrie 1999 la Catalina Station⁠(d) de Catalina Sky Survey. 
Obiectul prezintă o orbită caracterizată de o semiaxă mare de 2,2972024 UAi, o excentricitate de 0,18, o înclinație de 5,32636 ° în raport cu ecliptica.